# بيتر برادلي (لاعب كريكت)
بيتر برادلي (3 مارس 1937 في المملكة المتحدة - ) (بالإنجليزية: Peter Bradley)‏ هو لاعب كريكت بريطاني. لعب مع المقاطعات الوطنية للكريكيت الإنجليزي والويلزي ‏ ونادي مقاطعة شروبشاير للكريكت ‏.

## وصلات خارجية
- بيتر برادلي على موقع إي آس بي آن كريك إنفو (الإنجليزية)